# اتحاد قوى التقدم
اتحاد قوى التقدم (بالفرنسية: Union des Forces du Progrès)‏ هو حزب سياسي موريتاني تأسس عام 2000 ويرأسه محمد ولد مولود. وهو حزب جمهوري يتبع تيار يسار الوسط.

## روابط ذات صلة
- موقع الحزب على الإنترنت.